# Ivan Southall
Ivan Francis Southall (Canterbury, 8 giugno 1921 – Wantirna, 15 novembre 2008) è stato uno scrittore australiano.

## Biografia
Ivan Francis Southall nasce l'8 giugno 1921 a Canterbury, Victoria da  Francis Gordon e Rachel Elizabeth Southall.
Trascorre un'infanzia felice a Surrey Hills e frequenta la scuola di stato e per un breve periodo la Box Hill Grammar che è costretto ad abbandonare a 14 anni per lavorare in seguito alla morte del padre avvenuta nel 1935.
Prima messaggero per il Council of Scientific and Industrial Research e poi operaio presso l'industria chimica Noel Brelaz and Partners, nel 1937 inizia a lavorare come copista e apprendista per il Melbourne Herald.
Durante la seconda guerra mondiale si arruola nella Royal Air Force e nel 1944 viene decorato con una Distinguished Flying Cross per aver abbattuto un sottomarino tedesco.
Autore di numerosi saggi e romanzi per l'infanzia e la giovinezza, nel 1971 riceve una Carnegie Medal per il romanzo Josh (unico australiano ad avere ottenuto il riconoscimento) e nel 2003 è insignito del Premio Phoenix per The Long Night Watch.
Muore a Wantirna il 15 novembre 2008 all'età di 87 anni dopo una breve battaglia contro il cancro.

## Opere

### Serie Simon Black
- Meet Simon Black (1950)
- Simon Black in Peril (1951)
- Simon Black in Space (1952)
- Simon Black in Coastal Command (1953)
- Simon Black in China (1954)
- Simon Black and the Spacemen (1955)
- Simon Black in the Antarctic (1956)
- Simon Black Takes Over (1959)
- Simon Black at Sea (1961)

### Serie Felix Pym
- The Third Pilot (1958)
- Flight to Gibraltar (1959)
- Mediterranean Black (1959)
- Sortie In Cyrenaica (1959)
- Mission to Greece (1959)
- Atlantic Pursuit (1960)

### Altri romanzi
- Hills End (1962)
- L'incendio della foresta (Ash Road, 1965), Milano, Mondadori, 1972 traduzione di Mario Rivoire
- La buca della volpe (The Foxhole, 1967), Milano, Bompiani, 1971 traduzione di Nora Finzi
- To the Wild Sky (1967)
- Sly Old Wardrobe (1968)
- Let the Balloon Go (1968)
- Finn's Folly (1969)
- Chinaman's Reef is Ours (1970)
- Bread and Honey (1970)
- Josh (1971)
- Benson Boy (1972)
- Head in the Clouds (1972)
- Matt and Jo
- What About Tomorrow (1977)
- King of the Sticks (1979)
- The Golden Goose (1981)
- The Long Night Watch (1983)
- Rachel (1986)
- Blackbird (1988)
- The Mysterious World of Marcus Leadbeater (1990)
- Ziggurat (1997)

### Saggi
- The Weaver from Meltham (1950)
- The Story of The Hermitage: the first fifty years of the Geelong Church of England Girls' Grammar School (1956)
- They Shall Not Pass Unseen (1956)
- A Tale of Box Hill: day of the forest (1957)
- Bluey Truscott (1958)
- Softly Tread the Brave (1960)
- Seventeen Seconds (1960)
- Journey into Mystery (1961)
- Parson on the Track (1961)
- Indonesia Face to Face (1964)
- Lawrence Hargrave (1964)
- Rockets in the Desert: The Story of Woomera (1965)
- The Challenge: Is the Church Obsolete? (1966)
- Fly West (1974)
- A Journey of Discovery: on writing for children (1975)

## Filmografia
- Let the Balloon Go, regia di Oliver Howes (1976) (autore del soggetto)

## Premi e riconoscimenti
- Carnegie Medal: 1971 vincitore con Josh
- Premio Phoenix: 2003 vincitore con The Long Night Watch
- Dromkeen Medal: 2003 alla carriera